# 凰岗站
凰岗站是广州地铁13号线的在建车站，位于中国广东省广州市白云区石井街道，预计于2027年启用。
本站位处12号线槎头车辆段东侧，是其上盖物业开发的配套建设车站。

## 车站结构
凰岗站为地下二层岛式站台车站，沿规划槎神大道东南-西北向布置。

### 车站楼层
凰岗站地面为车站各出入口，地下一层为站厅，地下二层为13号线站台。
| 地下一层 | 站厅                       | 售票機、客服中心、商店、警务室、安检设施 |  |  |
| 地下二层 | 2 站台                     | █13号线 朝阳方向（下站：庆丰）           |  |  |
|          | 岛式站台（卫生间、母婴室） |                                          |  |  |
|          | 1 站台                     | █13号线 新沙方向（下站：西洲）           |  |  |

### 站线
本站设有一个岛式站台。车站与北侧的凰岗停车场接轨。